# Sphaerocylichna atyoides
Sphaerocylichna atyoides is een slakkensoort uit de familie van de Cylichnidae. De wetenschappelijke naam van de soort is voor het eerst geldig gepubliceerd in 1925 door Thiele.